# 臭化ビニル
臭化ビニル（しゅうかビニル、英: vinyl bromide）は、化学式C2H3Brで表される有機臭素化合物。1835年にアンリ・ヴィクトル・ルニョーにより発見された。

## 生成
エチンと臭化水素を、臭化水銀(II)を触媒として200℃に加熱することにより、1,1-ジブロモエタンとともに得られる。
{\displaystyle \mathrm {C_{2}H_{2}+HBr\ {\xrightarrow[{HgBr_{2}}]{200^{\circ }C}}\ C_{2}H_{3}Br+{(CH_{2}Br)}_{2}} }
1,1-ジブロモエタンと1,2-ジブロモエタンを水酸化カリウムで処理することによっても得られると考えられる。
{\displaystyle {\ce {(CH2Br)2\ + C2H4Br2 ->[KOH] C2H3Br}}}

## 性質
安定剤を混合した上で圧縮液化され、ガスボンベで保管される。化学的に不安定で、光により重合する。ジアゾメタンと混合すると臭化水素酸ピラゾールを生じる。
{\displaystyle {\ce {CH2N2\ + C2H3Br -> C3H5N2Br}}}

## 用途
難燃性のあるポリ臭化ビニルの原料や、アルキル化剤として用いられる。

## 安全性
引火性があり、酸化剤と反応する。発癌性があると考えられ、国際がん研究機関は、発がん性リスクを2Aとしている。